# Liste des cours d'eau de la Somme
Pour un article plus général, voir Géographie de la Somme.

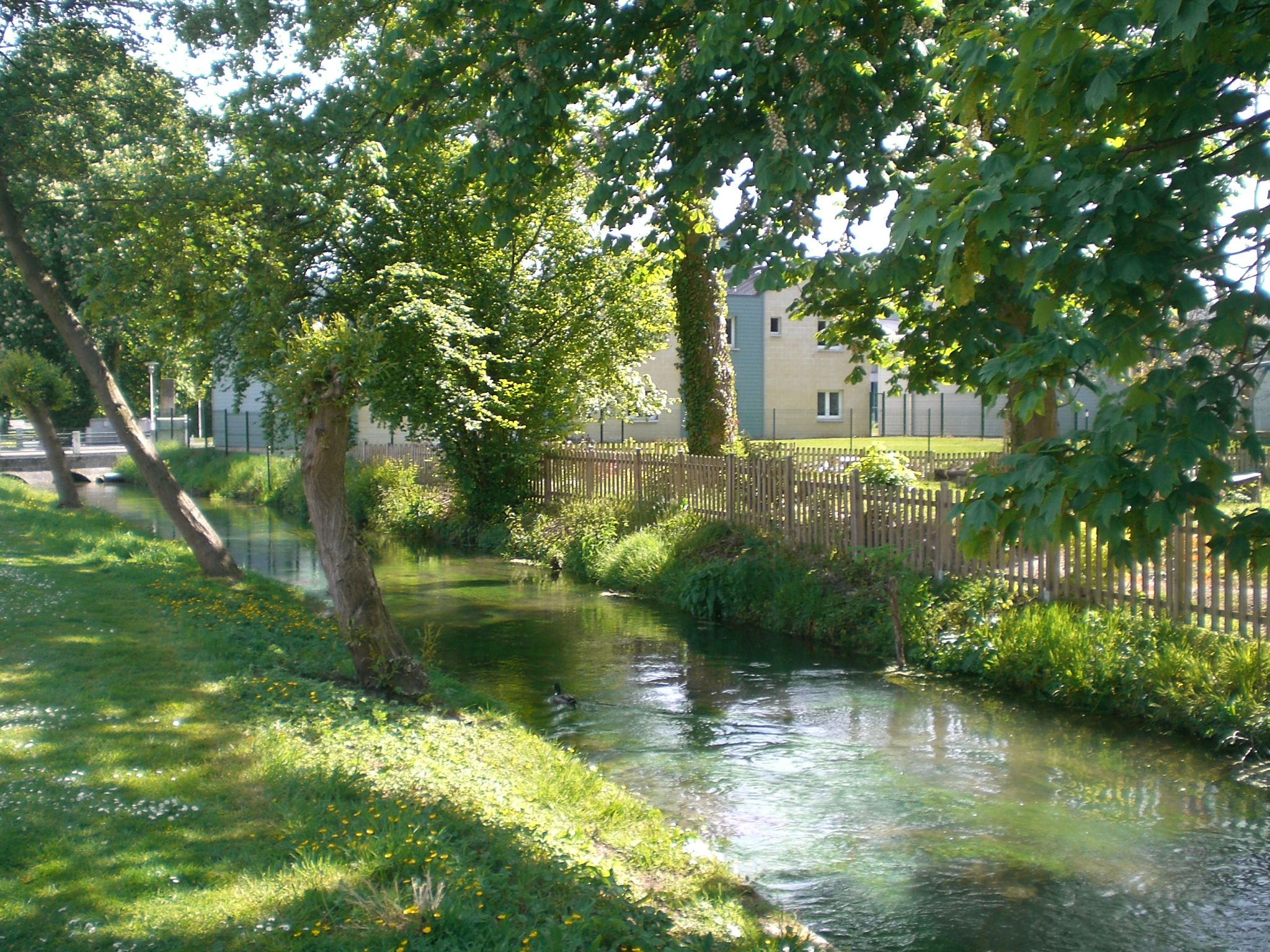
L'Airaines à Longpré-les-Corps-Saints.

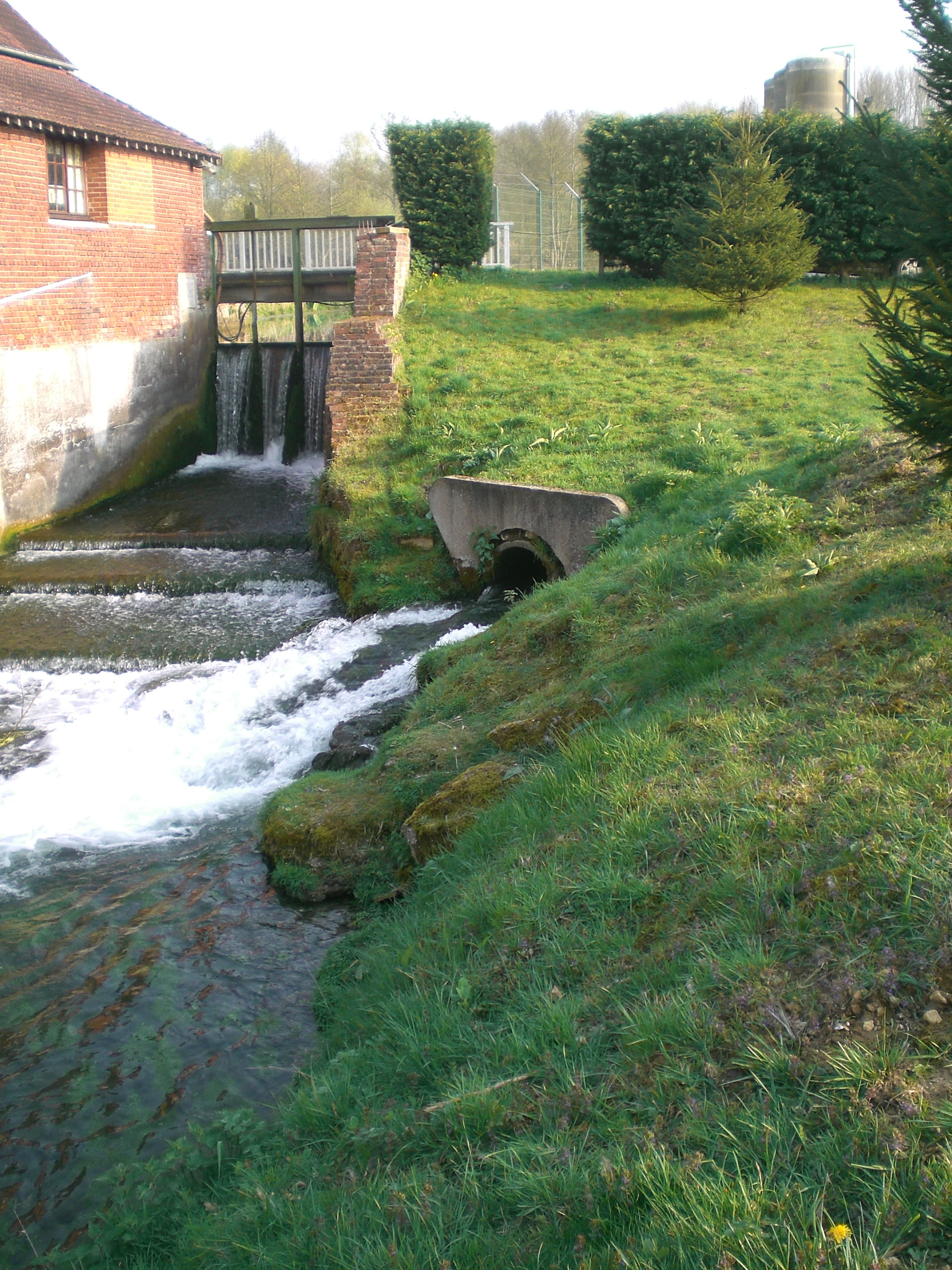
L'Ancre à Miraumont rue du moulin et à côté de la pisciculture.

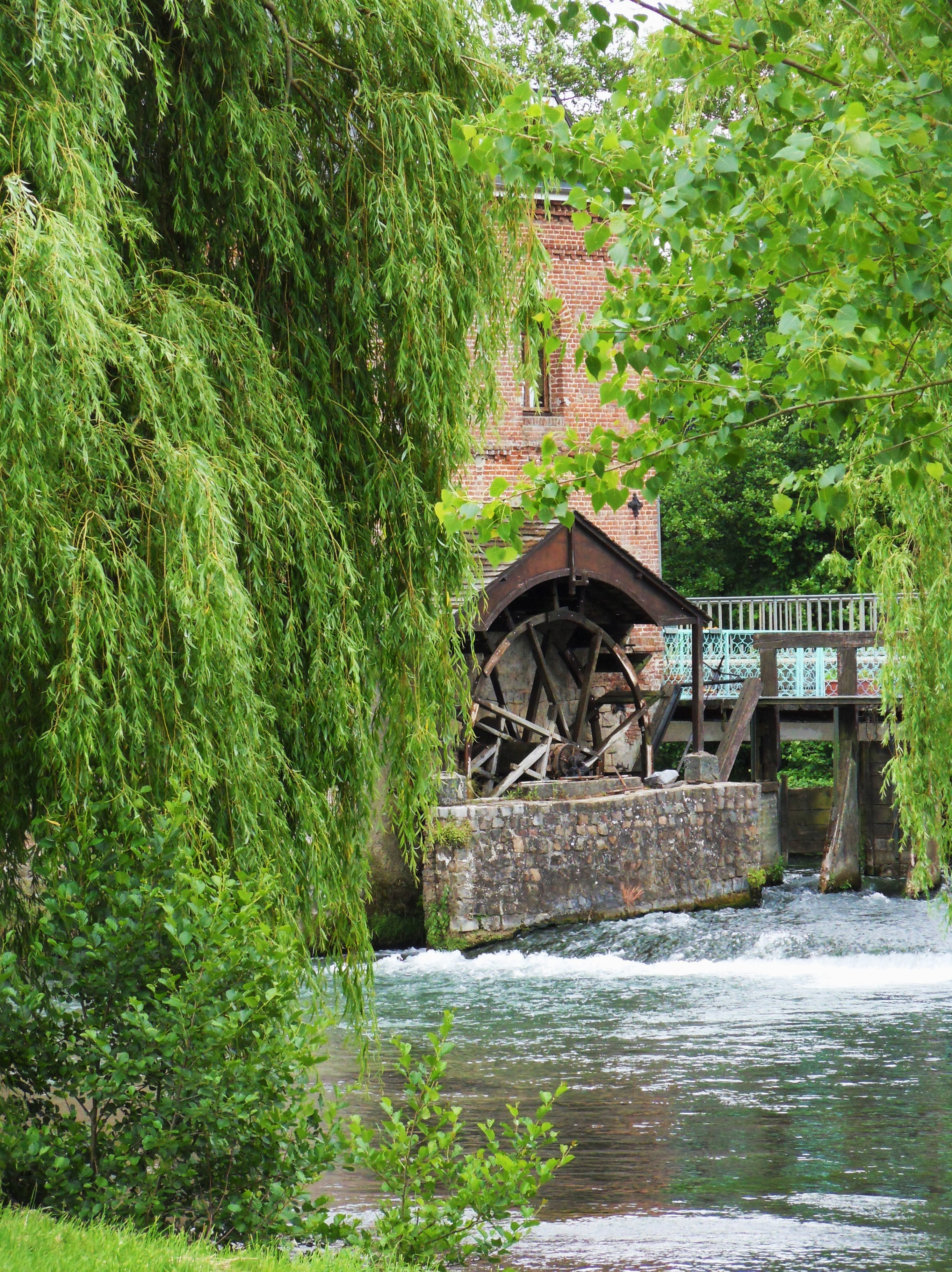
Un vieux moulin sur le fleuve côtier l'Authie à Hem.

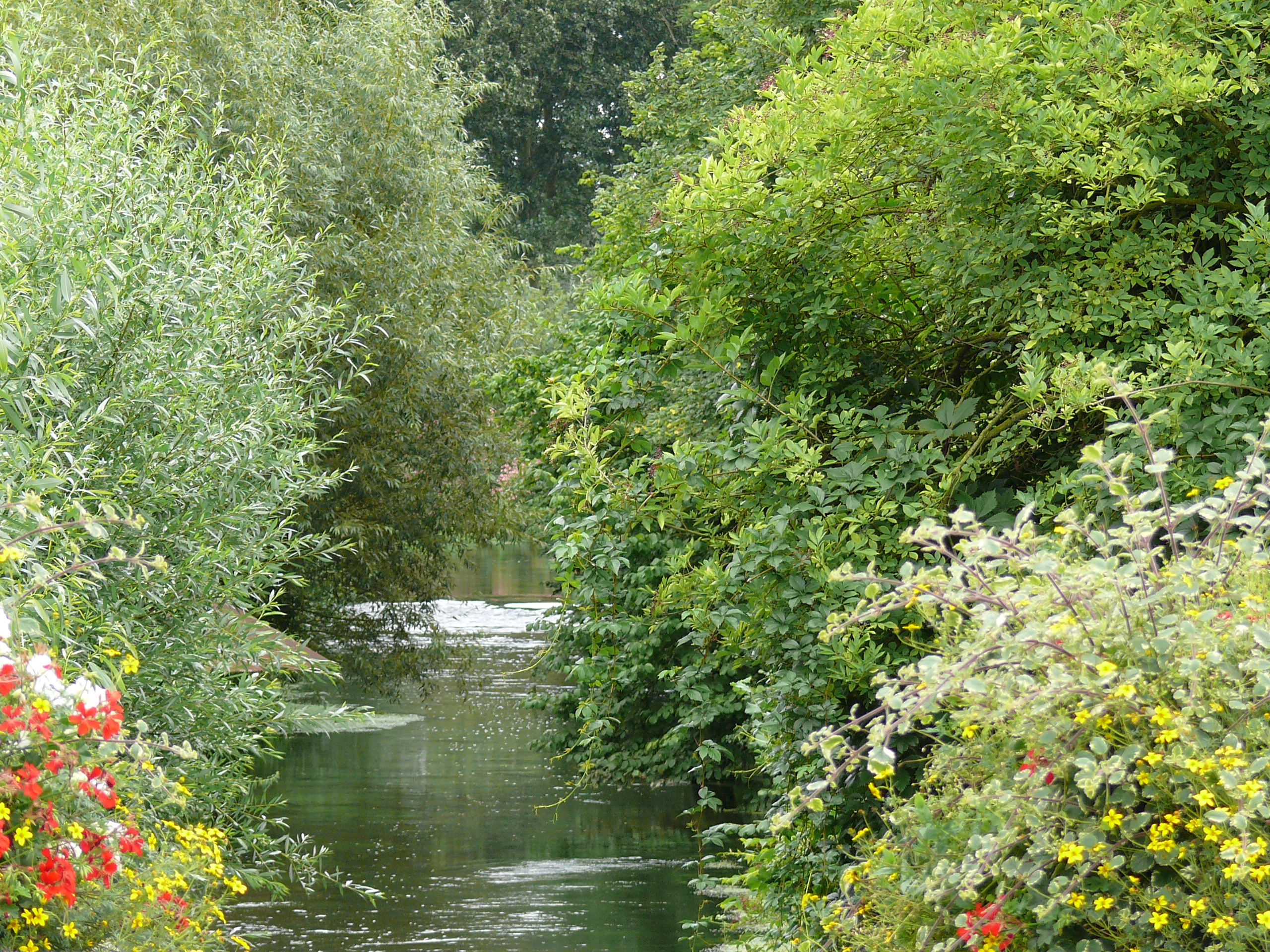
L'Avre au Pont de Moreuil, sur la RD 920.

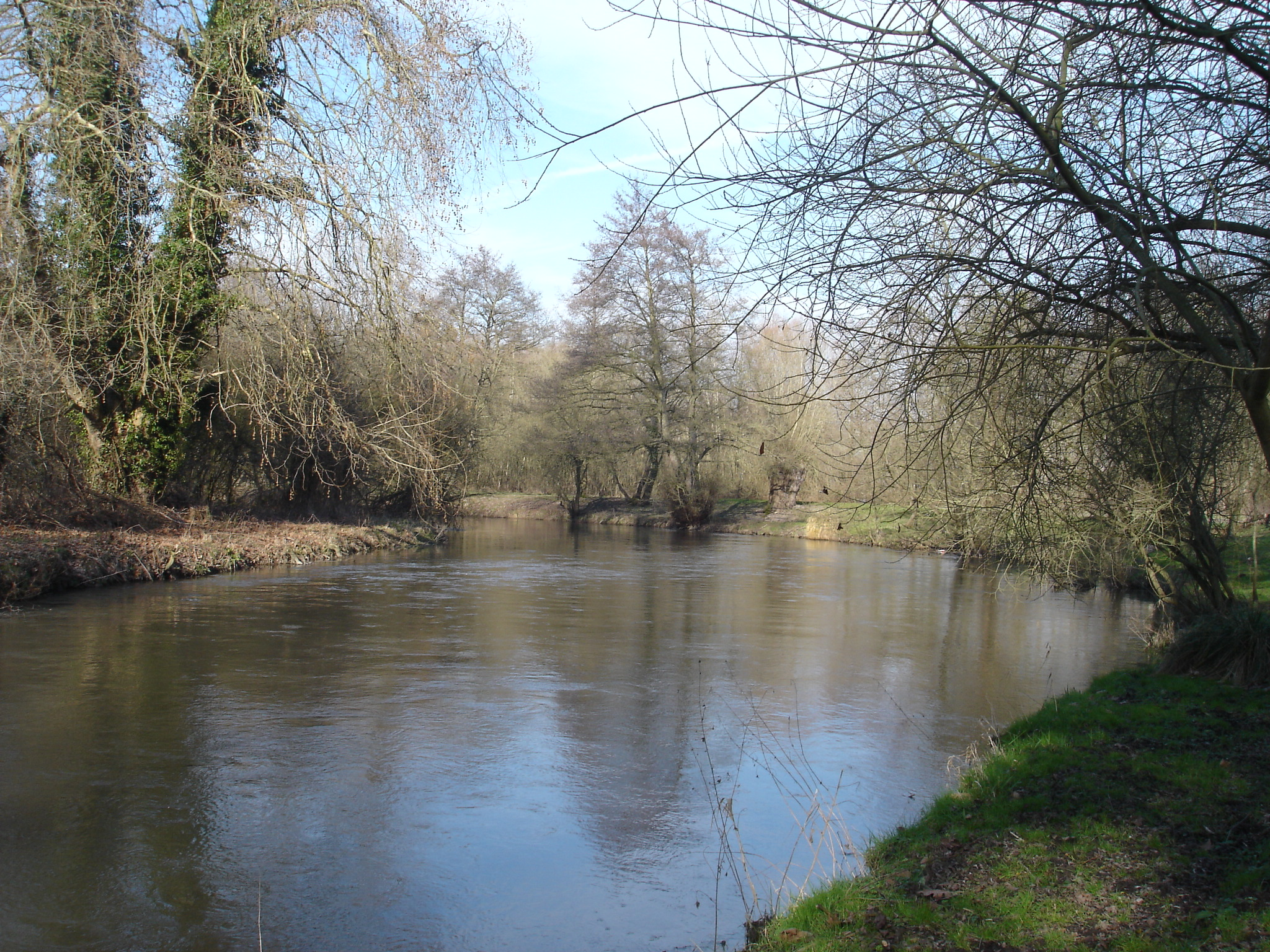
La Bresle à Bouvaincourt-sur-Bresle entre Incheville et Eu.

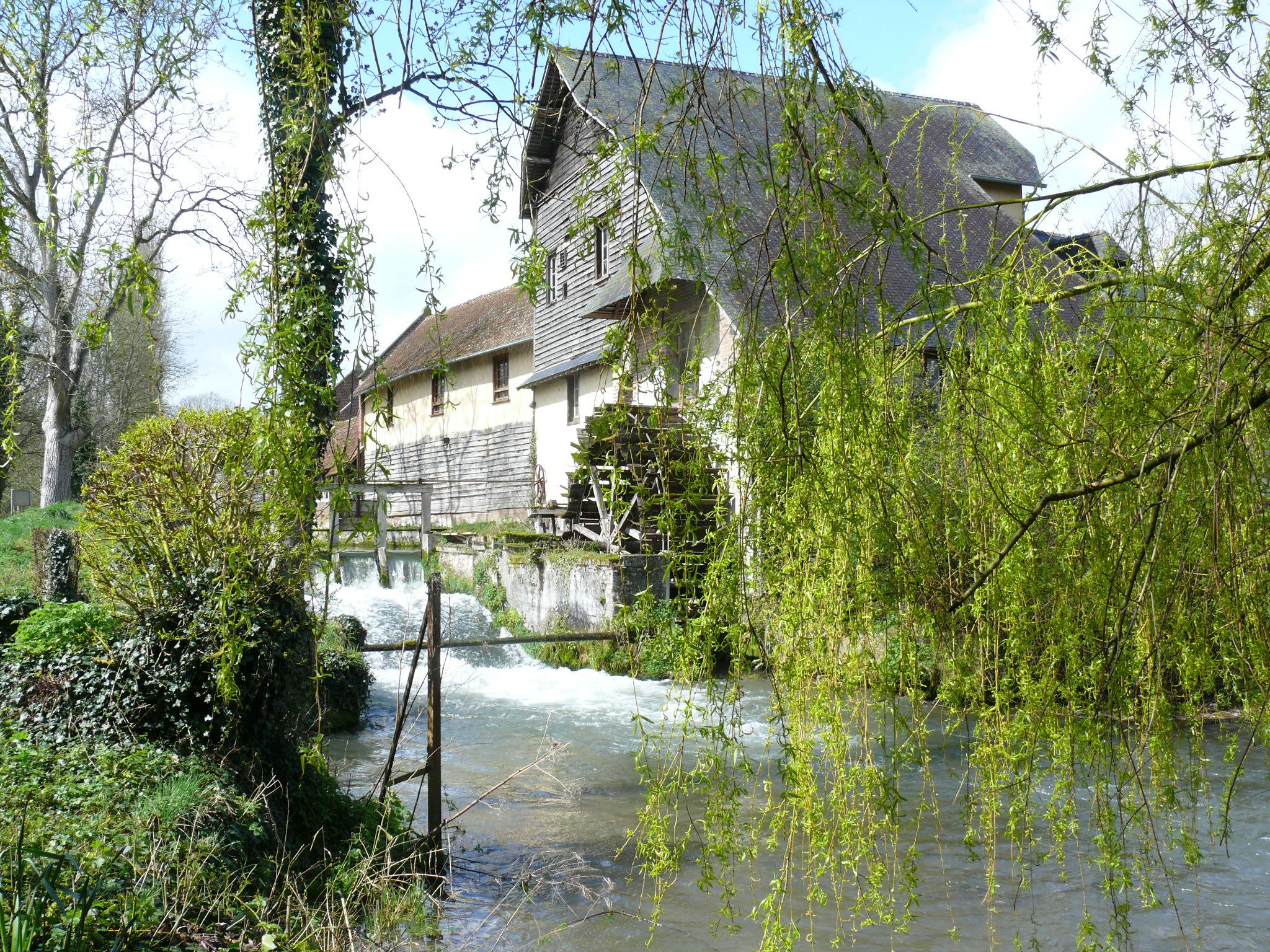
Le moulin de Frémontiers, sur les Évoissons.

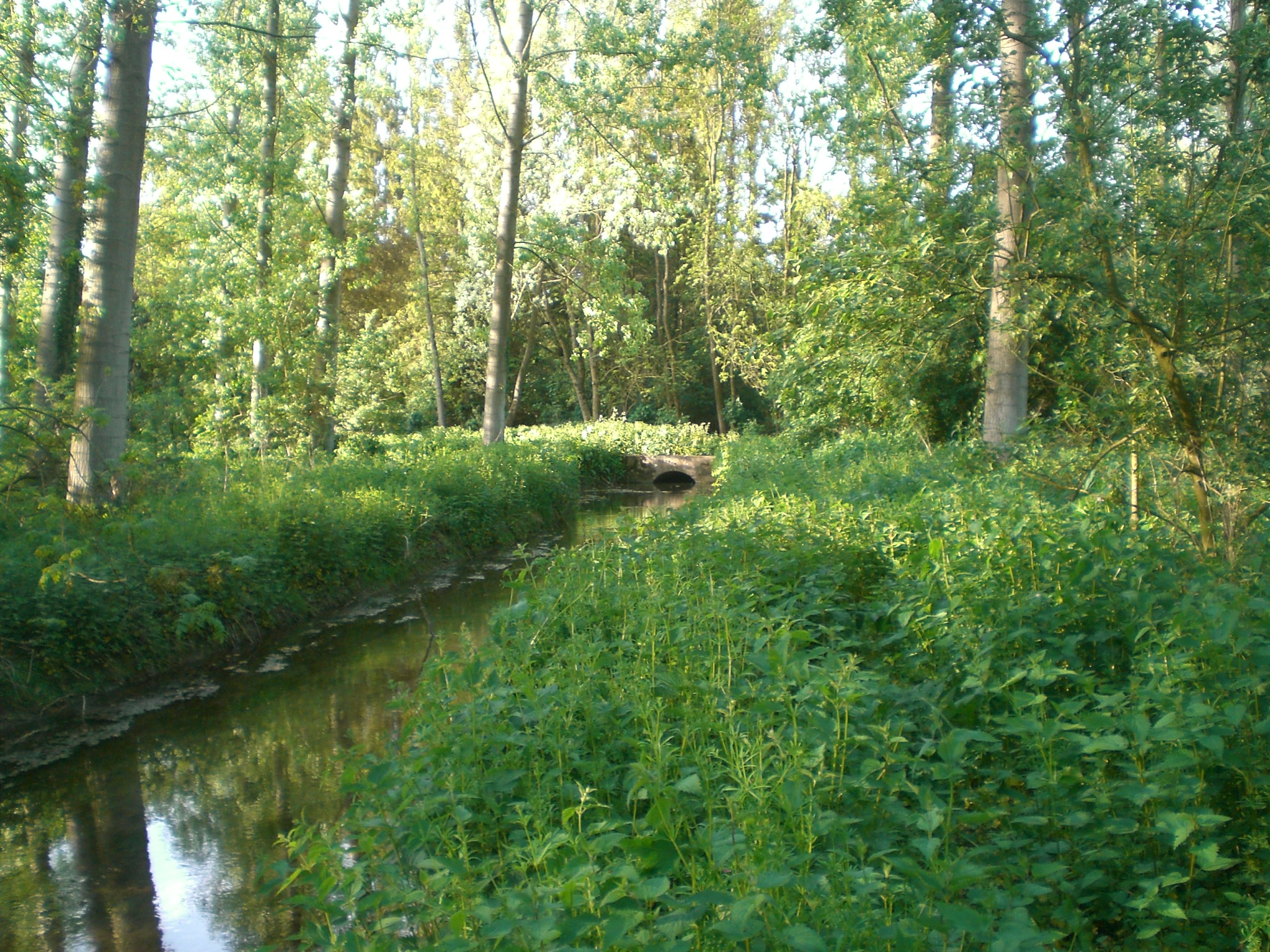
La Germaine à Sancourt.

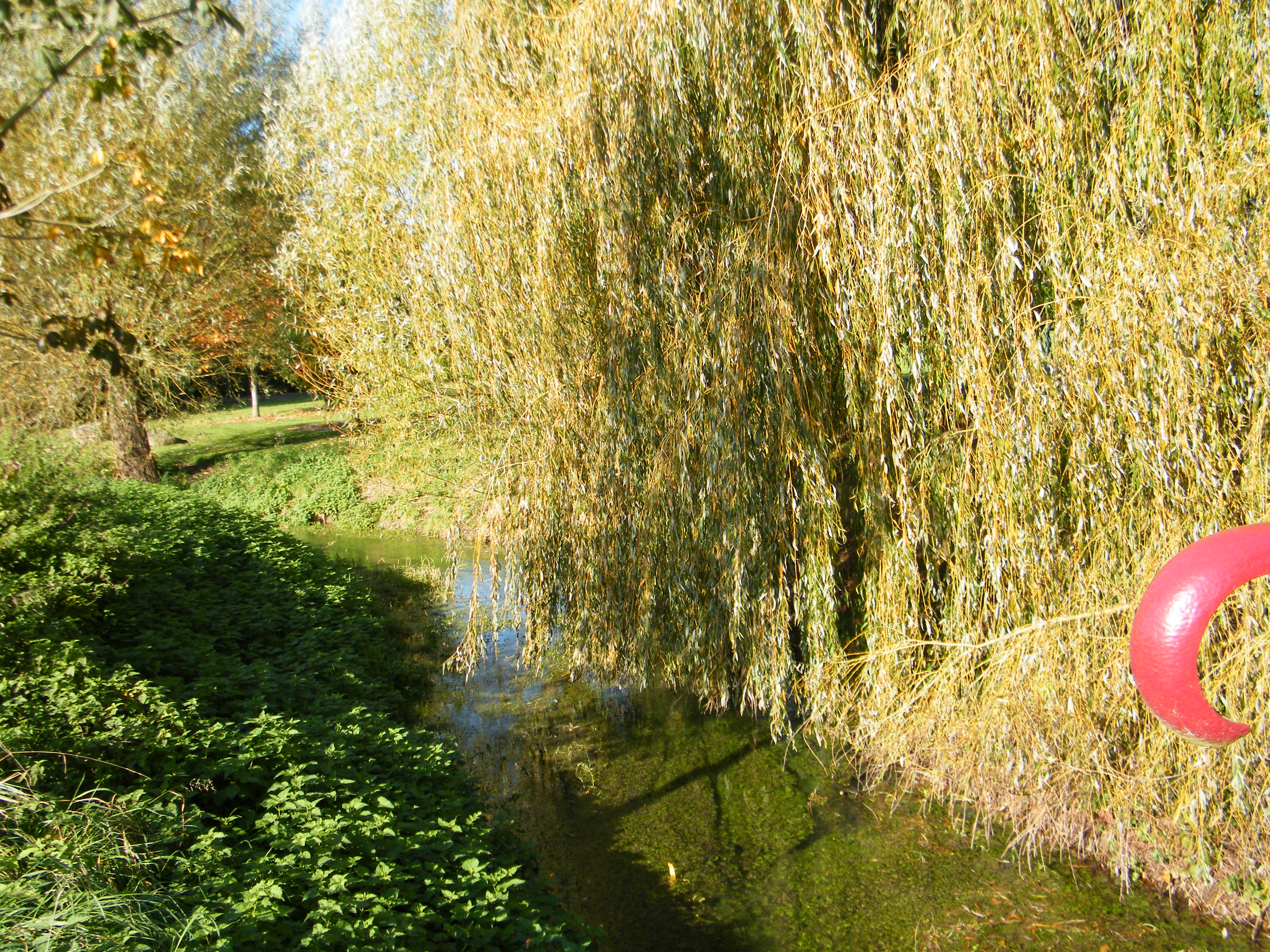
L'Ingon à Curchy derrière la salle communale

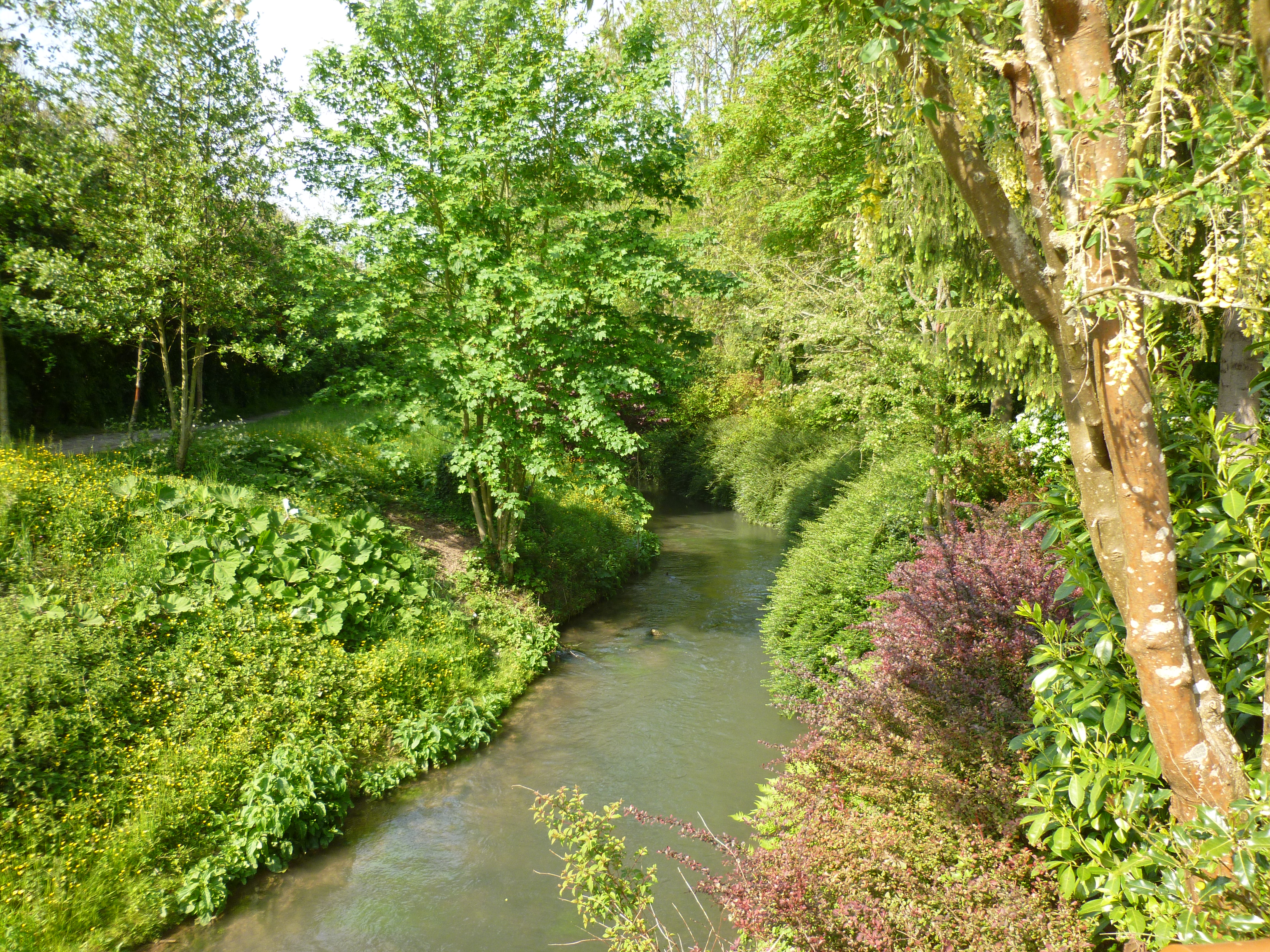
La Nièvre à Berteaucourt-les-Dames.

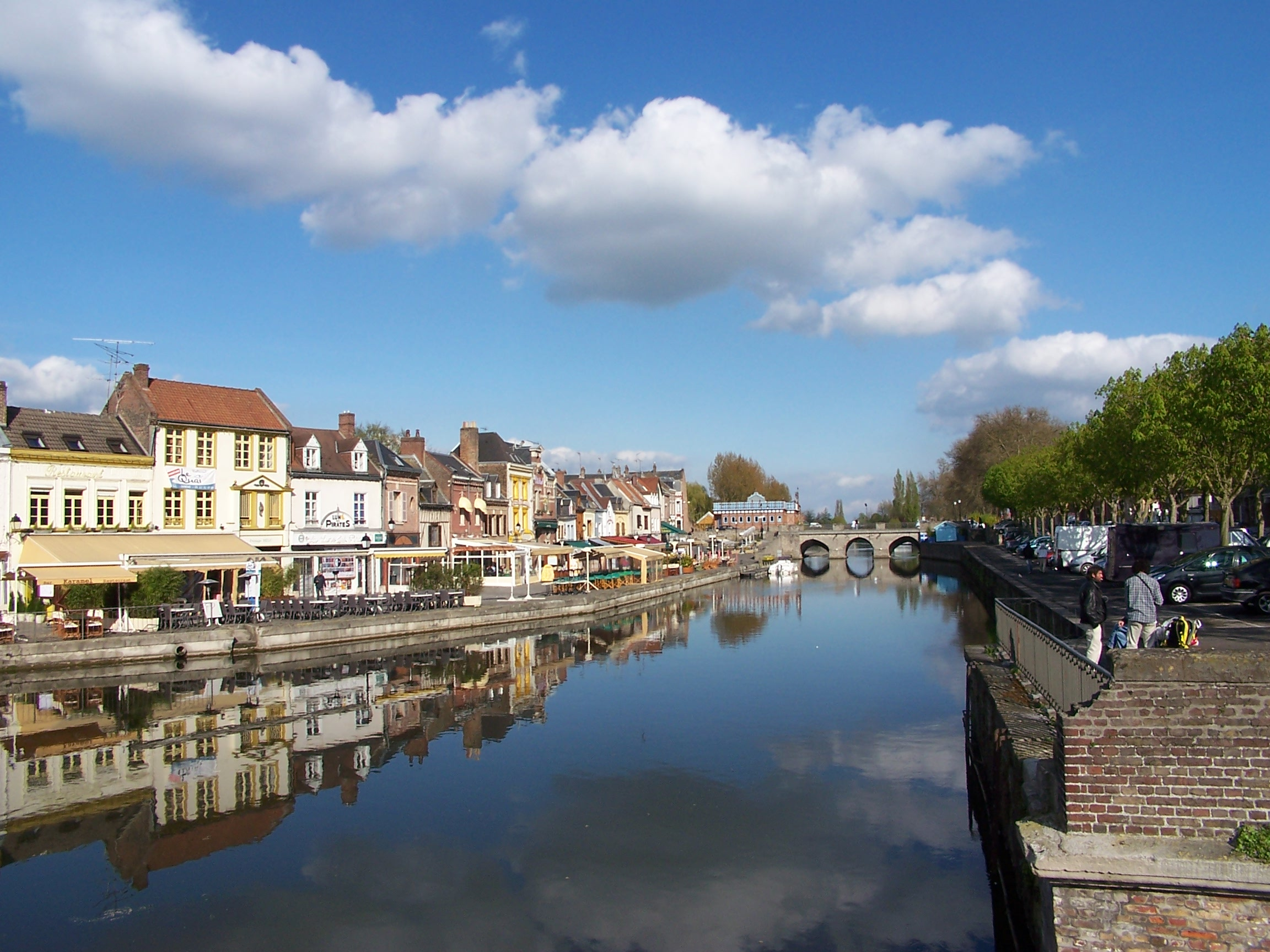
La Somme à Amiens: le quai Bélu

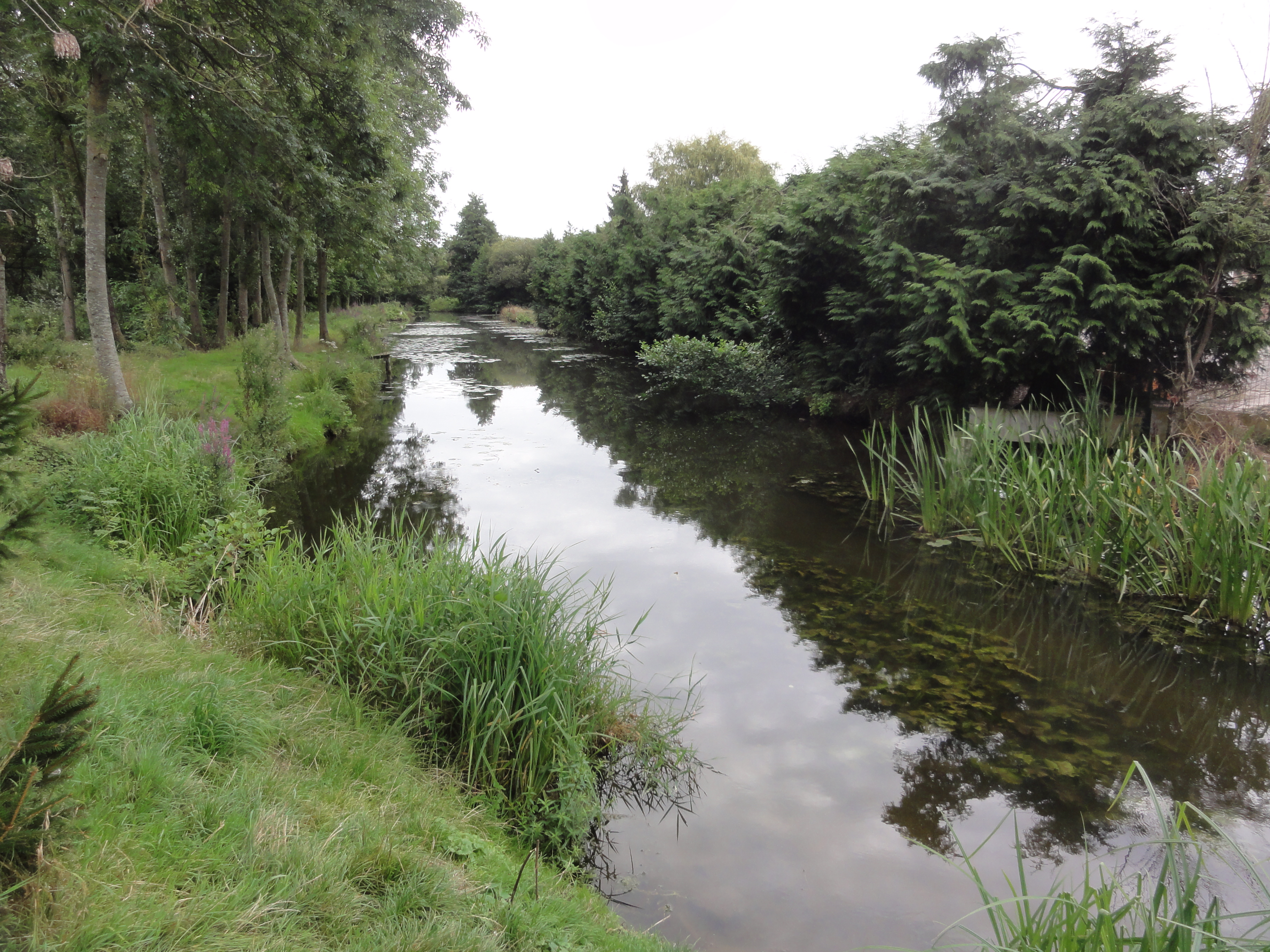
La Sommette à Ollezy.

Liste des fleuves, rivières et autres cours d'eau qui parcourent en partie ou en totalité le département de la Somme. La liste présente les cours d'eau, généralement de plus de 10 km de longueur sauf exceptions, par ordre alphabétique, par fleuves et bassin versant, par station hydrologique, puis par organisme gestionnaire ou organisme de bassin. 

## Classement par ordre alphabétique
- Airaines[S 1] - Allemagne[S 2] - Amboise[S 3] - Ancre[S 4] - Authie[S 5] - Avalasse[S 6] - Avre[S 7]
- Boulangerie[S 8] - Beine[S 9] - Braches[S 10] - Bresle[S 11]
- Canal[S 12] - canal de Lamoricière[S 13] - Canal de la Maye[S 14] - Canal de la Somme[S 15] - canal du Marquenterre[S 16] - Canal du Nord[S 17] - Cologne[S 18] - Course de la Mayette[S 19] - Course de Rouchecourt[S 20]
- Dien[S 21] - Domart[S 22] - Drucat[S 23]
- Évoissons[S 24] - Echaut[S 25]
- Fieffe[S 26] - Fossé[S 27]
- Germaine[S 28] - Gézincourtoise[S 29] - Grouche[S 30] - gué du Nil[S 31]
- Hallue[S 32]
- Ingon[S 33]
- Liger[S 34] - Luce[S 35]
- Maye[S 36]
- Nièvre[S 37] - Nœlle[S 38] - Novion[S 39] - Noye[S 40]
- Omignon[S 41]
- Petit Ingon[S 42] - Petits Évoissons[S 43]
- Quilliene[S 44]
- Rivière de Dreuil[S 45] - Rivière de Poix[S 46] - Rivière de Rouvroy[S 47] - Rivière de Tailly[S 48] - Rivière des îles[S 49] - Rivière des parquets[S 50] - Ru Saint-Firmin[S 51] - Ruisseau de Becquerelle[S 52]
- Saint-Landon[S 53] - Scardon[S 54] - Selle[S 55] - Somme[S 56] - Sommette[S 57]
- Tortille[S 58] - Trie[S 59] - Trois Doms[S 60]
- Vimeuse[S 61],[1]

## Classement par fleuve et bassin versant
Les fleuves de la Somme sont la Somme qui est la colonne vertébrale du département alors que l'Authie est la limite nord-ouest du département et que la Bresle est la limite sud-ouest du département et dans le sens amont vers aval :
- Authie 103 km[S 5]
  - La Gézincourtoise (rg) 6 km[S 29]
  - La Grouche (rd) 15 km[S 30]
  - La Quilliene (rd) 12 km[S 44]

- La Bresle, 72 km[S 11]
  - Le Liger (rd) 13 km[S 34]
  - La Vimeuse (rd) 17 km[S 61]

- La Maye, 38 km[S 36]

- La Somme (170 km)[S 56]
  - le Canal de la Somme[S 15]
  - la Canal du Nord (rd) 75,6 km[S 17]
  - La Sommette (rg) 15 km[S 57]
  - La Beine (rg) 8 km[S 9]
  - L'Allemagne (rg) 13,1 km[S 2]
  - L'Ingon (rg) 10 km[S 33]
    - Le Petit Ingon (rd) 9 km[S 42]

  - La Selle (rg) 39 km[S 55]
    - Les Évoissons (rg) 26 km[S 24]
      - La Rivière de Poix (rg) 14 km[S 46]
      - Les Petits Évoissons (rd) 2 km[S 43]
      - La Rivière des parquets (rd) 8 km[S 50]

    - canal de Lamoricière (rg) 3 km[S 13]

  - Le Saint-Landon (rg) 13 km[S 53]
  - L'Airaines (rg) 13 km[S 1]
    - La rivière de Tailly (rd) 2 km[S 48]
    - La rivière de Dreuil (rg) 4 km[S 45]

  - La Trie (rg) 9 km[S 59]
  - L'Amboise (rg) 7 km[S 3]
    - L'Avalasse (rd) 8 km[S 6]

  - L'Avre (rg) 66 km[S 7]
    - La Noye (rg) 33 km[S 40]
      - la rivière de Rouvroy (rd) 3,6 km[S 47]
      - l'Echaut (rg) 3,4 km[S 25]
      - le gué du Nil (rd) 1,5 km[S 31]

    - Les Trois Doms (rg) 17 km[S 60]
    - La Braches (rg) 5,6 km[S 10]
    - La Luce (rd) 18 km[S 35]
    - Le Ru Saint-Firmin (rd) 1,7 km[S 51]

  - La Germaine (rd) 7 km[S 28]
  - L'Omignon (rd) 32 km[S 41]
  - La Cologne (rd) 23 km[S 18]
  - La Tortille (rd) 16 km[S 58]
  - L'Ancre (rd) 38 km[S 4]
    - Le Canal (rg) 6 km[S 12]
    - Le Fossé (rg) 7 km[S 27]
    - La Boulangerie (rg) 8 km[S 8]

  - L'Hallue (rd) 16 km[S 32]
    - la Noelle (rg) 3,7 km[S 38]

  - La Nièvre (rd) 23 km[S 37]
    - La Fieffe (rd) 4 km[S 26]
    - La Domart (rd) 11 km[S 22]

  - Le Scardon (rd) 12 km[S 54]
    - La Drucat (rd) 5 km[S 23]
    - La Novion (rd) 1 km[S 39]

  - Le Dien (rd) 14 km[S 21]
    - La Rivière des Iles (rd) 5 km[S 49]
    - Le Canal du Marquenterre (rd) 12 km[S 16]
      - La Course de Rouchecourt (rg) 4 km[S 20]
      - Le Ruisseau de Becquerelle (rg) 6 km[S 52]
      - Le Course de la Mayette (rg) 3 km[S 19]
      - Le Canal de la Maye (rg) 11 km[S 14]

## Hydrologie oustation hydrologique
la Banque Hydro a référencé les cours d'eau suivants : 
- l'Ancre à Bonnay[BH 1],

- l'Authie
  - à Authieule[BH 2], à Dompierre-sur-Authie[BH 3], à L'Étoile[BH 4],

- l'Avre
  - à Longueau[BH 5], à Moreuil[BH 6], à L'Échelle-Saint-Aurin[BH 7], à Saint-Mard[BH 8],

- l'Hallue
  - à Bavelincourt[BH 9], à Querrieu[BH 10],

- la Maye à Arry[BH 11],

- la Noye à Dommartin[BH 12],

- La Selle à Plachy-Buyon[BH 13],

- la Somme
  - à Abbeville[BH 14],[BH 15], à Bray-sur-Somme[BH 16],
  - à Ham[BH 17], à Péronne[BH 18], à Ham[BH 19], à Hangest-sur-Somme[BH 20],
  - ou le Contre Fossé à Boismont[BH 21],

- la Somme canalisée 
  - à Éclusier-Vaux[BH 22], à Lamotte-Brebière[BH 23], à Boismont[BH 24],

## Organisme de bassinou organisme gestionnaire
Suivants les trois fleuves déjà énoncés, les organismes de bassin ou organismes gestionnaires sont les trois EPTB ou Etablissement Public Territorial de Bassin de l'Authie, de la Bresle et l'Ameva ou EPTB de la Somme.